# Francesco Foscari

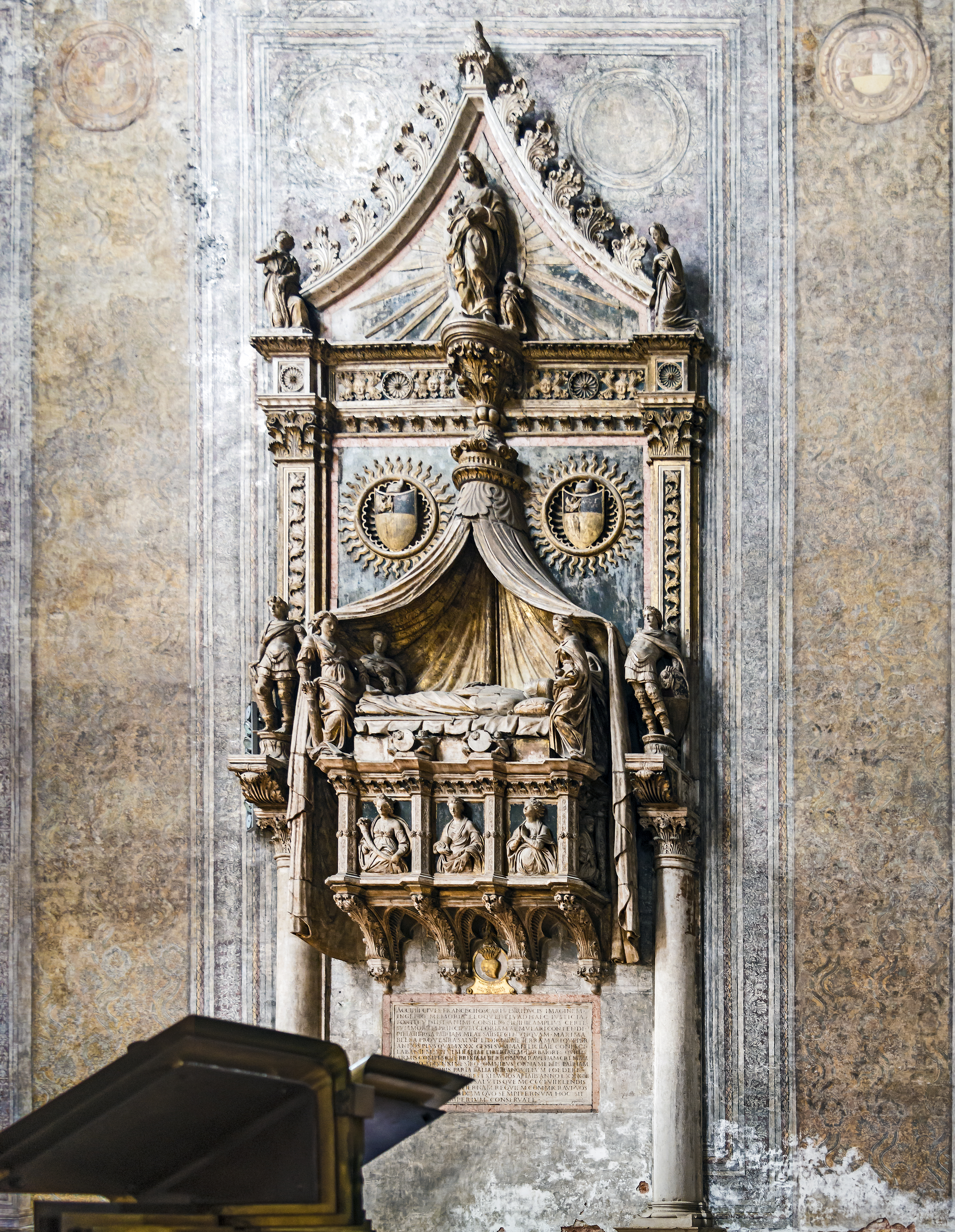
Su tumba.

Francesco Foscari (1373–1 de noviembre de 1457) fue dogo de Venecia de 1423 a 1457, en los inicios del  Renacimiento.

## Biografía
Foscari provenía de una antigua familia noble y ocupó en la República de Venecia numerosos cargos oficiales: como embajador, presidente de los Cuarenta, miembro del Consejo de los Diez, inquisidor y procuratore di San Marco.
Fue nombrado dux, derrotando así al otro candidato, Pietro Loredan. Su tarea como dux fue dirigir a Venecia en una larga y prolongada serie de guerras contra Milán,  gobernado por los Visconti, que intentaban dominar todo el norte de Italia, a pesar de la justificación veneciana del "Domini di Terraferma", que fue ofrecida en la oración fúnebre de Foscari, por el senador humanista e historiador Bernardo Giustiniani. y algunas victorias notables alentadoras, la guerra fue extremadamente costosa a Venecia, cuya verdadera fuente de riqueza y poder era en el mar. 
Los críticos también afirmaron que durante el liderazgo de Foscari Venecia abandonó a su aliado Florencia; ellos, finalmente fueron superados por las fuerzas de Milán bajo la dirección de Francesco Sforza. Sforza pronto hizo las paces con Florencia, sin embargo no así con Venecia.
Foscari se casó dos veces, primero con Maria Priuli y luego con Marina Nani. Su único hijo sobreviviente, Jacopo, fue juzgado por el Consejo de los Diez por cargos de soborno y corrupción y forzado a dimitir. Murió pocos días más tarde, en su palacio en Venecia.